# Paco Arespacochaga
Paco Arespacochaga (21 de julio de 1971, Manila) es un cantante, músico y compositor filipino, más conocido como el baterista de la banda Introvoys. Además es uno de los mejores recordados por su canción "Línea al cielo". Este tema musical se dice que se inspiró en la pérdida de sus padres.

## Vida personal
Es el hijo mayor de ambos de su familia, a la edad de 5, empezó a asistir a la escuela y estudió en La Salle Greenhills en Mandaluyong, en Filipinas. Durante estos años de formación, se implicó mucho en declamación de concursos, para participar y competir en escritura creativa, teatro y presentaciones de teatro y actividades de debate. En su tercer año de secundaria en la escuela, el profesor de música vio en él la capacidad de escribir buena música. Fue asesorado y lo alentó para seguir una carrera musical. Terminada la escuela, ingresa a la Universidad De La Salle y se gradúa para ejercer su licenciatura en Realización de Cine.  Él tiene un hijo, con su primera esposa llamada Ginebra Cruz, además que contrajo otras nupcias y actualmente reside en Los Ángeles, California en los Estados Unidos con su segunda esposa. Además que tuvo otro hijo nacido en septiembre de 2008.

## Carrera artística
A los 15 años, formó la banda, Introvoys, junto con 3 amigos de la infancia, G Cristóbal y Jonathan Buencamino. Finalmente, se comenzó a escribir canciones que han sido reconocidas por el público en general, como el principal compositor de la banda. Fue responsable de grandes éxitos tales como Penning Whichway Sin embargo, ¿Voy a sobrevivir, Di Na Ko Pa AASA, llamadas todas las naciones, la línea al cielo, y Kailanman Ella es el Uno y entre otros.